# Vandalia (Missouri)
Vandalia – miasto w Stanach Zjednoczonych, w stanie Missouri, w hrabstwie Audrain.